# Riksväg 42
Der Riksväg 42 ist eine schwedische Fernverkehrsstraße in Västergötlands län.

## Verlauf
Die Straße führt von Trollhättan nach Südosten über Sollebrunn, wo sie von dem von Göteborg kommenden Länsväg 190 gekreuzt wird, und weiter über Vårgårda, wo sie den Europaväg 20 kreuzt, und über den Abzweig des Länsväg 182 nach Fristad. Dort nimmt sie den von Norden kommenden Länsväg 183 auf und führt weiter nach Süden nach Borås und endet am hier autobahnartig ausgebauten Riksväg 40.
Die Länge der Straße beträgt rund 99 km.

## Geschichte
Die Straße trägt ihre derzeitige Nummer seit dem Jahr 1962.